# Vetületi tétel
A vetületi tétel segítségével kiszámítható egy háromszög oldala.
A szinusztétel és a koszinusztétel a trigonometria alaptételei, ezeken kívül még számos olyan összefüggés van, mely a háromszög oldalai és szögei között létesít kapcsolatot.

Háromszög

Ha ismert a háromszög két oldala és a velük szemközti szögek (például: b, c, {\displaystyle \beta \,}, {\displaystyle \gamma \,}), akkor a harmadik oldal a vetületi tétel segítségével kiszámítható:
{\displaystyle a=c\cos \beta \,+b\cos \gamma \,}
Ez a tétel minden háromszögre igaz.